# Mimi Parent
Pour les articles homonymes, voir Marie Parent (homonymie) et Parent.
Mimi Parent, née Marie Florence Parent le 8 septembre 1924 à Montréal et morte le 14 juin 2005 à Villars-sur-Ollon (Suisse), est une artiste peintre surréaliste française d'origine québécoise.

## Biographie
Mimi Parent est la huitième des neuf enfants de l'architecte Lucien Parent.
Après sa scolarité au couvent des Dames du Sacré-Cœur, elle étudie la peinture à l'École des Beaux-Arts de Montréal en 1942 où elle travaille dans l'atelier d'Alfred Pellan. Au sein d'un groupe contestant l'académisme de l'enseignement, elle rencontre Jean Benoît. En 1947, pour cause d'indiscipline, elle et Jean Benoît sont renvoyés de l'école.
En 1948, Mimi Parent vend toutes ses œuvres à la galerie Dominion de Montréal qui organise sa première exposition personnelle. Elle épouse Jean Benoît et tous deux obtiennent une bourse du gouvernement français pour venir étudier à Paris.
En février 1948, elle signe, avec quatorze autres artistes québécois, le manifeste Prisme d’Yeux. La même année, elle expose au Salon de l'Art libre organisé au musée d'Art moderne de la ville de Paris. en 1954, en compagnie de son mari, elle représente le Canada pour l'Exposition de la jeune peinture au Palais de Tokyo.
En 1959, elle rencontre André Breton, qui l'introduit dans le groupe des surréalistes. Elle participe aux réunions et aux discussions du groupe à Paris, en plus d’aider à l’organisation d’expositions, à la rédaction de la revue surréaliste et à la préparation de tracts. De 1960 à 1969, elle signe quatorze tracts, dont certains qui sont de nature politique. Cet engagement politique et contestataire l’amènera d’ailleurs à prendre part, « malgré l’interdiction du consulat général du Canada à Paris », à des actions et à la création d’affiches dans le cadre des événements entourant Mai 68 en France.
Mimi Parent contribue à l'organisation de l' Exposition inteRnatiOnale du Surréalisme (EROS) présentée du 15 décembre 1959 au 15 février 1960 à Paris, à la Galerie Daniel Cordier. Avec Marcel Duchamp, elle conçoit la maquette qui deviendra l’œuvre apparaissant sur la page couverture du catalogue de l’exposition; c’est une boîte verte intitulée Boîte Alerte - Missives Lascives dans laquelle des idées pouvaient être « envoyées ». C'est le début d'une série de boîtes surréalistes. C’est aussi l’œuvre Masculin/Féminin de Mimi Parent qui est choisie pour illustrer l’affiche de l’exposition.  Elle réalise également La Crypte du fétichisme, salle dans laquelle se trouve un reliquaire recouvert de fourrure noire contenant des œuvres revêtant une symbolique fétichiste. Ces oeuvres sont réalisées pour l'exposition par d’autres artistes surréalistes, dont Meret Oppeheim, Marcel Duchamp, André Breton, Jean Benoît, Aube Elléouët, Élisa Breton, Micheline Bounoure, Roberto Matta, Adrien Dax et Radovan Ivsic.
Jusqu'en 1987, Mimi Parent participe aux principales expositions surréalistes dont :
- Exposition internationale du surréalisme à la galerie Daniel Cordier, à Paris, en 1959,
- Mostra internazionale del Surrealismo à la Galleria Schwarz de Milan, en 1960,
- L'Écart absolu organisée par Breton à la galerie de l'Œil, à Paris, en 1965,
- A Phalla, à la fondation A. Alvarez Pentadeo de São Paolo, en 1967,
- Exposition internationale du surréalisme aux musées de Prague, Brno et Bratislava en Tchécoslovaquie, en 1968,
- La Femme et le surréalisme au musée cantonal des Beaux-Arts de Lausanne, en 1987.

Après la dissolution du groupe surréaliste, en 1969, Mimi Parent continue à participer à des expositions internationales. Elle est d’ailleurs « souvent sollicitée pour participer à des expositions en Allemagne où ses œuvres sont très prisées et à des expositions thématiques regroupant essentiellement des femmes ».
Expositions auxquelles Mimi Parent participe après la dissolution du groupe surréaliste :
- Kunstlerinnen International au Musée de l’Orangerie de Berlin, en 1976
- Expositions Boîtes au Musée d’Art Moderne de la ville de Paris et Maison de la Culture de Rennes, en 1976-77
- Imagination, Internationale Ausstellung Bildnerischer Poesie au Museum Bohum en Allemagne, en 1978
- Mimi Parent (première exposition individuelle) à la Galerie André-François Petit de Paris et au Museum Bochum en Allemagne, en 1984
- 42e Exposition internationale d’art (Biennale de Venise), dans la section Art et Alchimie, au Pavillon Giardini di Castello, en 1986
- La Femme et le surréalisme au Musée Cantonal des Beaux-Arts de Lausanne, en 1987-88
- Petits et grands théâtres du marquis de Sade, organisé par Annie Le Brun au Paris Art Centrer, en 1989
- I Surrealisti au Palazzo Reale de Milan, en 1989
- Théâtres de l’Imaginaire au Musée Ingres de Montauban, en 1990
- André Breton. La beauté convulsive au Centre Georges Pompidou à Paris, en 1991
- Sauvages des Villes – Sauvages des Îles au Centre d’Art Contemporain de Noyers-sur-Serein, en 1992
- Femininmasculin. Le sexe de l’art au Centre national d’art et de culture Georges Pompidou à Paris, en 1995-96
- Mimi Parent. Destinations Inconnues (exposition individuelle) à la Galerie 1900-2000 de Paris, en 1998
- Surrealism : Two Private Eyes, The Nesuhi Ertegen and Daniel Filipacchi Collections au Guggenheim Museum de New York, en 1999
- D’après l’Antique au Musée du Louvre de Paris, en 2001-2001
- Dreaming with Open Eyes : « The Vera, Silva and Arturo Schwartz collection of Dada and Surrealist Art in the Israel Museum” au Musée d’Israel, en 2000-2001
- Surrealism: desire unbound au Tate Modern de Londres, en 2001-2002
- Mimi Parent – Nanou Viallard à la Galerie Les Yeux fertiles à Paris, en 2003
- Mimi Parent, Jean Benoit. Surréalistes (exposition retrospective du couple) au Musée national des beaux-arts du Québec, en 2004

Mimi Parent aborde souvent les thèmes de l'érotisme et du fétichisme dans ses oeuvres . En voulant multiplier les passages de l'image plate au volume et inversement, Mimi Parent ne cesse d'introduire dans ses peintures toutes sortes de techniques qui vont de la broderie à l'incrustation en passant par le collage. Ainsi, «ses oeuvres en deux dimensions deviennent progressivement des tableaux-objets, où la troisième dimension occupe une place prépondérante» . Ces «tableaux-objets», comme ils sont surnommés, sont donc composés d'objets trouvés et assemblés dans des boîtes de bois peintes en noir et fermées par l'entremise d'une vitre. Les œuvres de Mimi Parent sont régulièrement publiées dans les revues surréalistes Bief, La Brèche et L'Archibras. 
Après sa mort en 2005, ses cendres (ainsi que celles de son mari, mort en 2010), ont été dispersées au château de Lacoste, Vaucluse, ayant appartenu au marquis de Sade.

## Œuvres
- Autoportrait au chat, 1945, huile sur toile collée sur carton, 75,4 × 78,7 cm, Musée national des beaux-arts du Québec[7],[8]
- Nature morte, 1948 ou avant, huile sur carton, 61,3 × 61,3 cm, Musée national des beaux-arts du Québec[1],[9]
- J'habite au choc, 1949, première version[2]
- Sans titre, 1951, huile sur toile, 73 × 92 cm, collection particulière[10]
- J'habite au choc, 1955, deuxième version, huile sur bois, 62 × 87 × 8 cm, collection privée[11]
- La Cravate en cheveux, 1959, tableau-objet, collection particulière[12]
- Masculin-Féminin, 1959[2]
- Boîte alerte, 1959, carton et papier, 28,0 × 17,9 × 6,4 cm, collection particulière[13]
- La Crypte du fétichisme, 1959, assemblage d'une vingtaine d'objets symbolisant le fétichisme[14]
- Le Veilleur de nuits, 1959 ou 1960, huile sur toile, 74 × 92 cm, Collection Musée national des beaux-arts du Québec[15]
- Pour Diane, 1975[2]
- Le passage du mervillon, 1975, huile sur contreplaqué et matériaux divers, 52,5 × 65,0 × 7,5 cm, collection privée[16]
- Reliquaire pour un crâne surmodelé du Moyen-Sepik, 1976, matériaux divers, 49,0 × 26,7 × 26,7 cm, collection privée[17]
- La Belle cheval, 1982, boîte-relief, 76,5 × 51,9 cm, Galerie François Petit[18]
- Panthère noire, vers 1983, huile sur contreplaqué et matériaux divers, 73,7 × 101,5 × 18,5 cm, collection particulière[19]
- Les très riches heures du marquis de Sade, 1989, huile sur contreplaqué et matériaux divers, 102,0 × 73,5 × 16,5 cm, collection particulière[20]
- Espace bleu, 1991, boîte-relief, 63 × 77 cm, collection particulière[21]
- Adieu vieux monde, 1991, huile sur contreplaqué et matériaux divers, 86,0 × 94,0 × 17,5 cm[22]
- Anne, ma sœur Anne, 1994, huile sur contreplaqué et matériaux divers, 70,0 × 92,0 × 16,5, collection de l'artiste[23]
- Maîtresse, 1996, cheveux, cuir, huile et bois, 47,5 × 34,5 × 5,7 cm, collection particulière[24]